# Суперкубок Ирана по футболу
Суперкубок Ирана по футболу (перс. سوپر جام فوتبال ایران‎) — соревнование по футболу в Иране, состоящее из одного матча, в котором играют обладатель Кубка Хазфи (Кубка Ирана) и чемпион иранской Про-лиги Персидского залива предыдущего сезона. В случае, если кубок и чемпионат выигрывает одна команда, то в игре за суперкубок ей противостоит Второе место в Премьер-лиге.
Турнир состоит из одного матча, который состоит из 90 минут основного времени. Если победитель не выявится в основное время, то после окончания основного времени сразу назначаются послематчевые пенальти, минуя дополнительное время, состоящее из 30 минут.
Был основан в 2005 году, и проводится под эгидой Федерации футбола Исламской Республики Иран. Первый розыгрыш турнира состоялся в 2005 году, в котором участвовали обладатель Кубка Хазфи 2004/2005 — «Саба Кум» и чемпион иранской Про-лиги 2004/2005 — «Фулад». Матч проходил на стадионе «Шахид Дастгерди» в Тегеране, в присутствии 2500 зрителей, в котором разгромную победу одержал «Саба Кум», со счётом 4:0 и стал первым обладателем Суперкубка Ирана.
Позднее турнир был отменён и не проводился вплоть до 2016 года. В мае 2016 года после избрания президентом Федерации футбола Ирана — Мехди Таджа (он заменил на этом посту Али Кафашиана), он предложил возобновить проведение суперкубка, и уже в июле 2016 года был проведён второй и пока последний розыгрыш турнира, в котором встречались исфаханский «Зоб Ахан» — победитель Кубка Хафзи 2015/2016, и ахвазский «Эстегляль Хузестан» — чемпион Про-лиги Персидского залива 2015/2016. Матч завершился со счётом 4:2 в пользу исфаханского клуба. Матч проходил в Исфахане, на стадионе «Фуладшехр», в присутствии также 2500 зрителей.

## Розыгрыши
| Сезон | Победитель                                            | Счёт  | Проигравший                                                                | Стадион                    | Зрители |
| ----- | ----------------------------------------------------- | ----- | -------------------------------------------------------------------------- | -------------------------- | ------- |
| 2005  | «Саба Кум» (Кум) Обладатель Кубка Хазфи 2004/2005     | 4 : 0 | «Фулад» (Ахваз) Чемпион Про-лиги Ирана 2004/2005                           | «Шахид Дастгерди», Тегеран | 2500    |
| 2016  | «Зоб Ахан» (Исфахан) Обладатель Кубка Хазфи 2015/2016 | 2 : 1 | «Эстегляль Хузестан» (Ахваз) Чемпион Про-лиги Персидского залива 2015/2016 | «Фуладшехр», Исфахан       | 2500    |